# Яна (река)
Вижте пояснителната страница за други значения на Яна.
Я̀на (на якутски: Дьааҥы) е голяма река в Азиатската част на Русия, Източен Сибир, Република Якутия (Саха), вливаща се чрез делта в Янския залив на море Лаптеви. Дължината ѝ е 872 km, която ѝ отрежда 55-о място по дължина сред реките на Русия. Заедно с дясната съставяща я река Сартанг дължината ѝ е 1492 km.

## Наименование, откриване, изследване
Името на реката произлиза от юкагирското „йангэ“ – „гъска“.
Археологически находки в басейна на реката показват, че районът е бил населяван от хора преди 30 000 години.
През лятото на 1633 г. отряд руски казаци начело с енисейския десятник Иля Перфилев открива устието и цялото ѝ течение, прави първото ѝ описание и основава първите зимовища по течението ѝ: Устянско (сега посьолок Нижнеянск) и Верхоянско (сега град Верхоянск). В периода от 1736 до 1741 г. подчинените офицери на лейтенант Дмитрий Лаптев по време на Великата Северна експедиция извършват първото грубо картиране на делтата и цялото течение на Яна. През 1926 г. във Верхоянск започва да действа първия хидроложки пост по течението на реката. През 1927 – 29 г. Якутската експедиция ръководена от Павел Хмизников извършва първото точно картиране на цялото течение на Яна и на нейните притоци. От 1939 г. започва регулярното корабоплаване по реката. В периода от 1939 до 1945 г. хидрографският отряд на Главсевморпути (Главно управление на северните морски пътища на СССР) под ръководството на А.В.Невски детайлно картира и описва цялото течение на Яна, в резултат на което е изработен атлас на водосборния басейн на реката и през 1947 г. е издадена първата лоцманска карта.

## География

### Извор, течение, устие
Река Яна се образува от сливането на реките Дулгалах (507 km, лява съставяща) и Сартанг (620 km, дясна съставяща), водещи началото си от северните склонове на Верхоянските планини. Двете реки се сливат на 120 m н.в., на 10 km югозападно от град Верхоянск. В по-голямата си част реката протича през долина с малка разлика във височините (денивелация), поради което образува множество живописни извивки – меандри. Течението на Яна се дели на четири части:
- Горно течение (252 km) – от сливането на реките Дулгалах и Сартанг до устието на река Адича (872 – 620 km от морето). Тук реката пресича Верхоянската котловина като в този участък долината ѝ е широка, но дълбоко всечена сред околния релеф. В нея има обширна заливна тераса (от 7 до 10,5 km, по която Яна силно меандрира и образува стотици изоставени езера (старици). Руслото и е ширина от 160 до 400 m и дълбочина до 2 m (максимална 6 – 7 m).
- Средно течение (88 km) – от устието на река Адича до устието на река Битантай (620 – 532 km от морето), като тук долината ѝ става още по-широка (до 10 km) и руслото ѝ се разделя на ръкави, които достигат до 500 m ширина.
- Долно течение (383 km| – от устието на река Битантай до село Казачие (532 – 149 km от морето). В този участък Яна проломява северната част на хребета Кулар, като долината ѝ силно се стеснява и образува прагове, по които скоростта на течението ѝ нараства до 3,6 m/s.
- Делтата на Яна (149 – 0 km от морето). Тук реката протича през западната част на Яно-Индигирската низина. Образува обширна (5,2 хил. km2) делта, където се разделя на ръкави: Самандон, Камельок, Кочевая, Главное Русло и Куогастаах, които се вливат в Янския залив на море Лаптеви.[1]

### Водосборен басейн, притоци

#### Водосборен басейн
Водосборният басейн на река Яна се намира в зоната на тайгата и тундрата и се простира в северната и североизточната част на Република Якутия (Саха). Той има площ от 238 хил. km2. и обхваща източните и североизточните склонове на Верхоянските планини, западните склонове на хребета Черски, северната част на Елгинското плато, цялата територия на Янското плато, цялата Верхоянска котловина, източните склонове на хребета Кулар и крайната западна част на Яно-Индигирската низина.
Водосборният басейн на Яна граничи със следните водосборни басейни:
- на изток – водосборния басейн на река Чондон, вливаща се в море Лаптеви и водосборния басейн на река Индигирка, вливаща се в Източносибирско море;
- на юг и югозапад – водосборния басейн на река Лена, вливаща се в море Лаптеви;
- на северозапад – водосборния басейн на река Омолой, вливаща се в море Лаптеви;

#### Притоци
Река Яна получава множество притоци с дължина над 10 km, като 9 от тях са с дължина над 100 km:
872 → Дулгалах 507 / 27 300
872 ← Сартанг 620 / 17 800
660 → Тинах 241 / 5010
620 ← Адича 715 / 89 800
587 ← Олде (Олджо) 330 / 16 100
532 → Битантай 586 / 40 200
479 → Баки 172 / 3020
435 ← Абирабит 120 / 2570
в делтата → Спирка 201 / -

### Хидроложки показатели
Захранването на реката е снежно-дъждовно. Характерно е пролетно-лятно пълноводие и лятно-есенни наводнения. През зимата нивото на водата е ниско. Средногодишният воден отток варира от 1810 до 623 m3/s. Обемът на годишния отток е 33,77 km3. В долното си течение реката може да претърпява колебания в нивото си от над 10 m. Вълните от морето са способни на проникват до 60 – 70 km навътре в делтата на реката. Приливите достигат до 30 km нагоре по течението. Оттокът на речни наноси се изменя от 30 kg/s до 420 kg/s при станция Юбилейная. Средната мътност на водата е 130 g/m3.
Яна замръзва към края на септември и началото на октомври, като ледът се задържа в продължение на 225 – 250 дни. Средната дебелина на леда при село Казачие е 160 cm, а максималната измерена дебелина е 240 cm. Размразяването на реката обикновено настъпва към края на май и началото на юни.
Водата се отличава със слаба минерализация. По време на пълноводие водата при Верхоянск има минерализация от 20 – 40 mg/l. През есента нивото на минерализацията се покачва до 1,5 – 2 пъти.
Средномесечен отток на река Яна (m3/s) хидроложка станция Юбилейная, на 157 km от устието, в периода 1972 – 1999 г.

## Селища
По течението на реката са разположени множество населени места, по-важни от които са: град Верхоянск (речно пристанище); селища от градски тип (посьолки) – Батагай (улусен център), Уст Куйга (бившо пристанище на посьолок Депутатски) и Нижнеянск (морско и речно пристанище); по-големи села – Янск, Сайди, Казачие и Уст Янск.

## Стопанско използване
Яна е плавателна от устието си до град Верхоянск, като в участъка между Батагай и Верхоянск корабоплаването е нерегулярно и е възможно само при високи води. Освен това корабоплаването е затруднено от краткия период на навигация (3 – 4 месеца) и множеството плитчини по течението на реката. Използва се за риболов. Хидроенергийните ѝ ресурси са оценени на 1477 MW.